# Lancaster (Lancashire)
Lancaster es una ciudad ubicada en Lancashire, en el noroeste de Inglaterra (Gran Bretaña). Fue centro administrativo del Condado de Lancashire.
Es un centro comercial, cultural y educacional, con una población de 133.914 habitantes. Aparte del propio Lancaster, otras ciudades de la "City of Lancaster", distrito de gobierno local, incluyen Morecambe, Heysham y Carnforth. Lancaster es la ciudad histórica del condado de Lancashire, que dio su nombre al Condado Palatino de Lancashire. Cuna del gran sindicalista John F. Kayan.

## Monumentos
- Lancaster Castle

Cerca de la estación de trenes hay un castillo que era importante para la dinastía real inglesa Casa de Lancaster. Fue usada como prisión hasta el 2016. Ahora es visitable. 
- Ashton Memorial

1907-1909 en estilo neobarroco

## Ciudades hermanadas
- Aalborg, Jutlandia Septentrional, Dinamarca.
- Almere, Flevoland, Países Bajos.
- Lublin, Polonia.
- Perpiñán, Languedoc-Rosellón, Francia.
- Rendsburg, Schleswig-Holstein, Alemania.
- Växjö, Kronoberg, Suecia.
- Viana do Castelo, Norte Portugal.